# St-Pierre-des-Chartreux

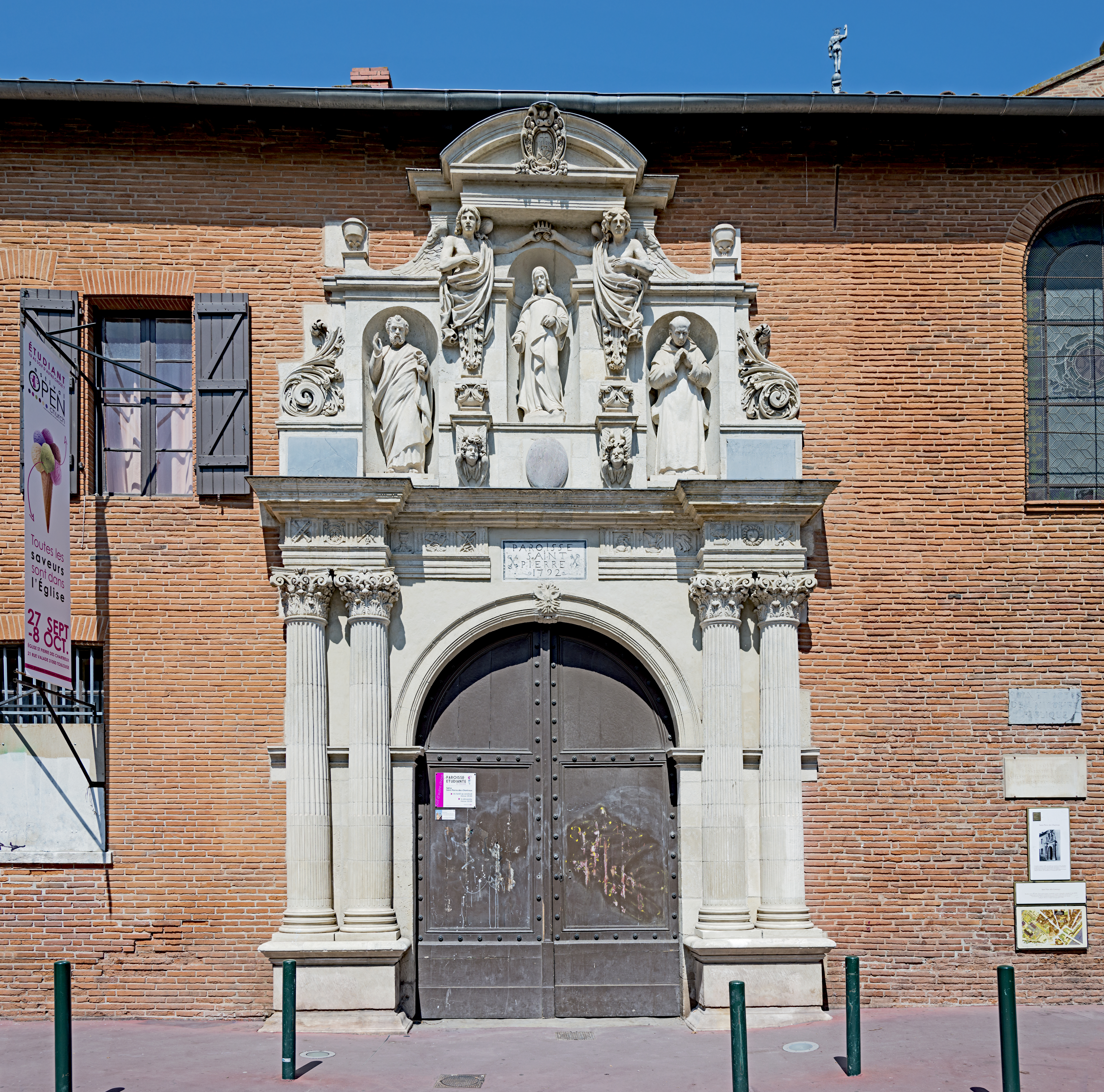
Reich verziertes Kirchenportal in der rue Valade

Die Kirche St-Pierre-des-Chartreux befindet sich in der Nähe des Place Saint-Pierre in der französischen Stadt Toulouse. Ihr Name leitet sich von den Kartäusern ab, die Anfang des 17. Jahrhunderts auf dem Gelände ein Kloster errichteten. Seit dem 7. Mai 1956 ist die Kirche als Monument historique klassifiziert.

## Geschichte

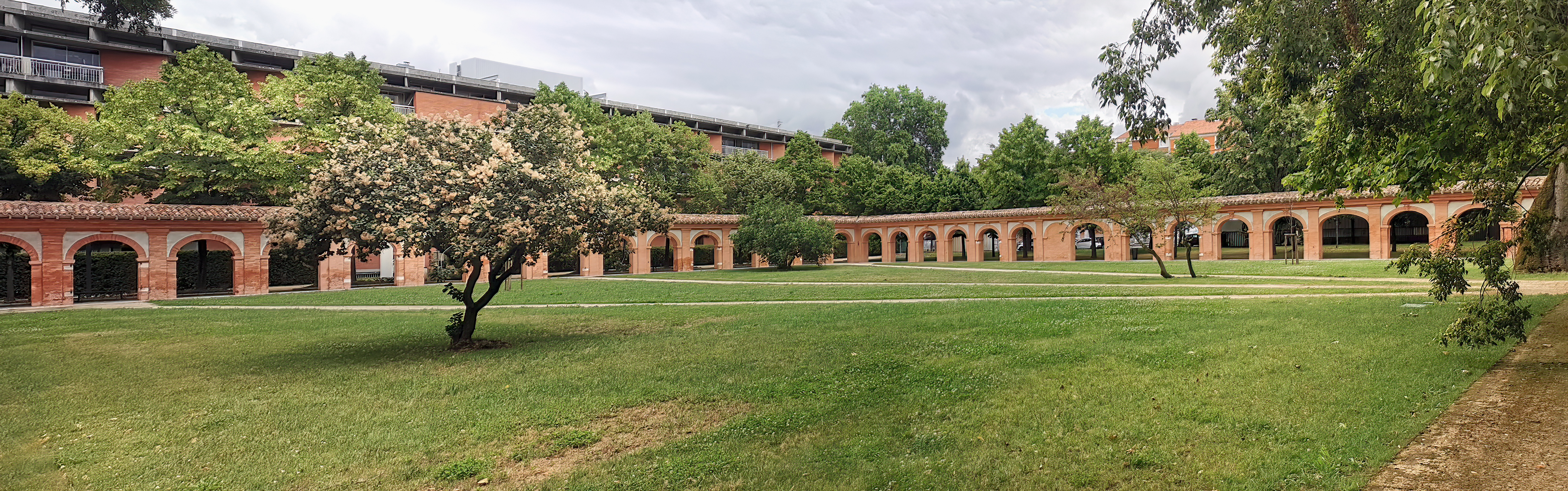
Baureste des Kreuzganges

Die Baugeschichte von St-Pierre beginnt 1602, als von Protestanten verfolgte Kartäusermönche aus Castres sich für die Gründung eines Klosters in Toulouse entschieden. Im Jahre 1609 kam es zum Einsturz der Außenkuppel, infolgedessen das Klostergebäude weiter aufgestockt wurde. Am 20. Mai 1612 weihte Kardinal François de Sourdis die Kirche ein.
Von dem Kloster sind heute nur noch ein paar Mauerreste und die Kirche erhalten geblieben. Seit September 2007 dient St-Pierre als Pfarrkirche für die nahegelegene Universität.

## Weihname
Die Klosterkirche war zunächst der Jungfrau Maria und Sankt Paulus von Theben gewidmet. Die Bezeichnung St-Pierre erhielt sie erst 1792 während der Französischen Revolution, nachdem Truppen die benachbarte Kirche St-Pierre-des-Cuisines mitsamt deren Kloster beschlagnahmten und als Arsenal umfunktionierten, so dass St-Pierre-des-Chartreux für die Pfarrgemeinde nun als Hauptkirche diente.

## Architektur
Das Kirchenschiff ist durch einen monumentalen Altar zweigeteilt: eine Hälfte war für die Kirchengänger, die andere für die Kartäusermönche vorgesehen, wobei beide Bereiche jeweils einen eigenen Eingang besitzen. Für den Hauptaltar, der nach einem Entwurf von François Cammas entstand, wurden verschiedene Marmorsorten aus den Pyrenäen verwendet.
Der Haupteingang wurde 1613 von Antoine Bachelier gestaltet, einem Sohn des Bildhauers Nicolas Bachelier.

## Innenausstattung

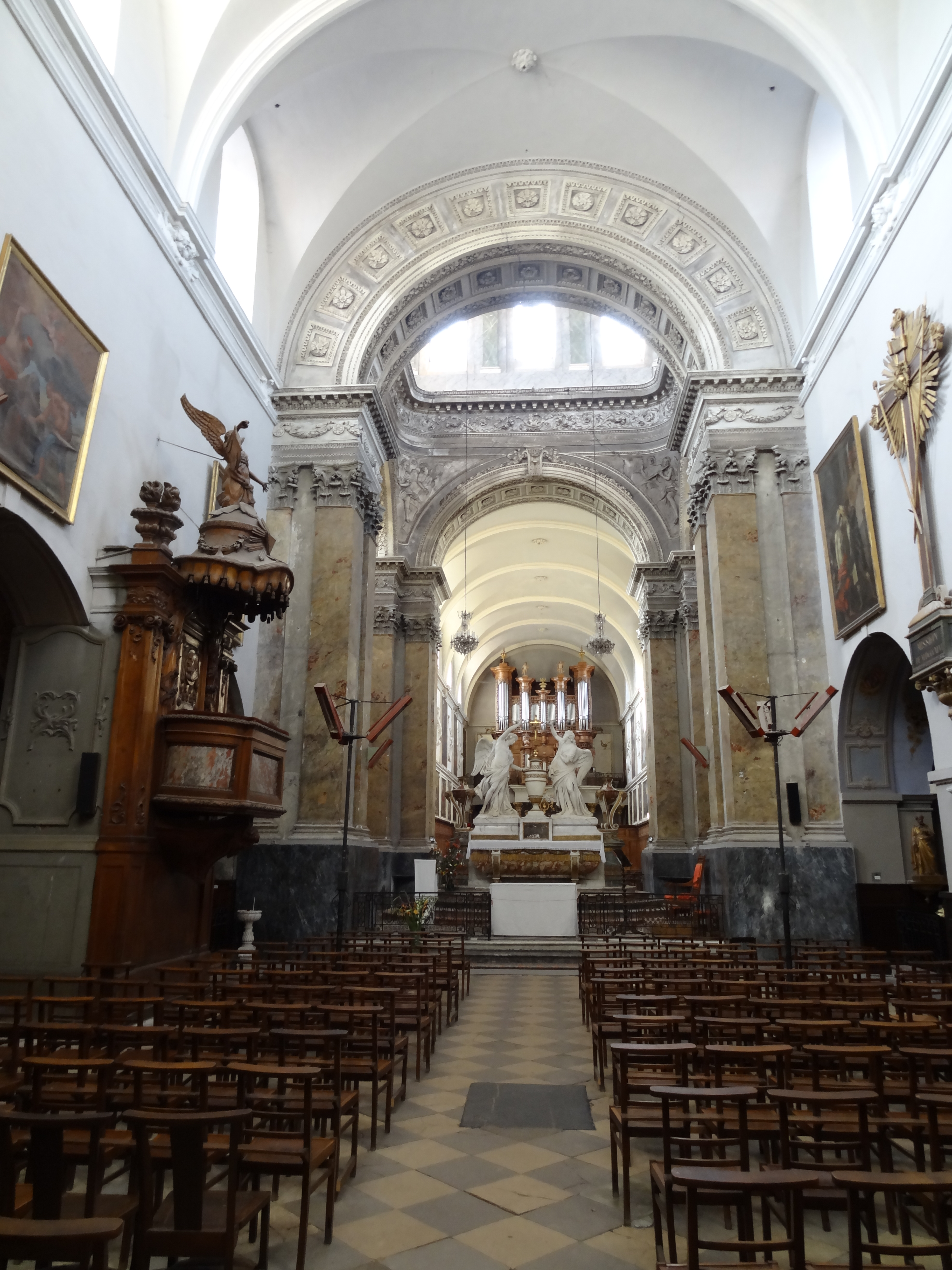
Hauptaltar

Im Inneren finden sich zahlreiche Fresken, Reliefs und Gemälde (darunter die „Huldigung der Schäfer“ von Jean-Baptiste Despax sowie Szenen aus dem Leben des Heiligen Bruno von Köln von François Fayet). Im Chorraum der Kartäuser reihen sich 62 aus Holz geschnitzte Chorstühle aus dem 17. Jahrhundert. Neben den Gemälden besitzt St-Pierre-des-Chartreux eine Vielzahl an Skulpturen, von denen die meisten ins 18. Jahrhundert datieren. Nennenswert sind hier vor allem das Hauptwerk „Engel krönen das Allerheiligste“ aus dem Jahr 1785 von François Lucas, der auch den Hauptaltar gestaltete, sowie die Flachreliefs aus Stuck von seinem Vater Pierre Lucas, die die Kardinal- und Mönchstugenden zeigen. Ein außergewöhnliches Skulpturenensemble aus Holz steht auch in der Kapelle St-Croix, das von Arthus Legoust und seinem Atelier im 17. Jahrhundert angefertigt wurde.
Die Kanzel datiert ins 18. Jahrhundert und stammt von der Kirche St-Pierre-des-Cuisines.

### Orgeln
Die Emporenorgel mit prunkvollem Gehäuse hat 51 Register. Sie wurde von 1677 bis 1682 von Robert Delaunay erbaut (40 Register auf 3 Manualen und Pedal) und 1760 von Jean-Esprit Isnard und Joseph Cavaillé erweitert. 1792 (während der französischen Revolution) wurde sie von Jean-Baptiste Micot (der Sohn) aus dem Jakobinerkloster Toulouse überführt. Weitere Veränderungen wurden 1854 durch Frederic-Jean Junck, Theodore Puget und Söhne in 1880 und 1902, sowie schließlich von Maurice Puget in 1958 durchgeführt. Durch die hervorragende Restauration (1982 beendet) von Gerhard Grenzing ist heute noch ein Großteil des Pfeifenmaterials aus dem 17ten und 18ten Jahrhundert in der Orgel erhalten. Das Gehäuse ist seit 1914, das gesamte Instrument seit 1969 als Monument historique klassifiziert. Die kleinere Chororgel aus dem 19. Jahrhundert stammt von einem Toulouser Orgelbauer.

| I Positif de Dos C–d3 |        |
| Bourdon               | 08′    |
| Flûte (ab c1)         | 08′    |
| Prestant              | 04′    |
| Flûte à cheminée      | 04′    |
| Nazard                | 2 ⁄3′  |
| Doublette             | 02′    |
| Tierce                | 1 3⁄5′ |
| Larigot               | 1 ⁄3′  |
| Fourniture III        |        |
| Cymbale III           |        |
| Trompette             | 08′    |
| Cromorne              | 08′    |

| II Grand Orgue C–d3 |        |
| Bourdon             | 16′    |
| Montre              | 08′    |
| Bourdon             | 08′    |
| Flûte (ab c1)       | 08′    |
| Prestant            | 04′    |
| Flûte               | 04'    |
| Grosse Tierce       | 3 1⁄5′ |
| Nasard              | 2 ⁄3′  |
| Doublette           | 02′    |
| Quarte              | 02'    |
| Tierce              | 1 3⁄5′ |
| Flageolet           | 01'    |
| Fourniture IV       |        |
| Cymbale IV          |        |
| Plein Jeu IV        |        |
| Tiercelette III     |        |
| Cornet V            | 08′    |
| 1ère Trompette      | 08′    |
| 2e Trompette        | 08′    |
| Trompette en cham.  | 08′    |
| Voix humain         | 04′    |
| Clairon             | 04′    |

| III Récit g–d3 |     |
| Cornet V       | 08′ |
| Trompette      | 08′ |
| Hautbois       | 08′ |

| IV Echo c–d3 |        |
| Bourdon      | 08'    |
| Prestant     | 04′    |
| Nazard       | 2 ⁄3′  |
| Doublette    | 02′    |
| Tierce       | 1 3⁄5′ |
| Sifflet      | 01′    |
| Cymbale III  |        |
| Cromorne     | 08′    |

| Pédale C–f1 |     |
| Flûte       | 16′ |
| Flûte       | 08′ |
| Principal   | 04′ |
| Bombarde    | 16′ |
| Trompette   | 08′ |
| Clairon     | 04′ |

- Koppeln: I/II (Schiebekoppel), II/P
- Tremulanten: Tremblant fort / Tremblant doux

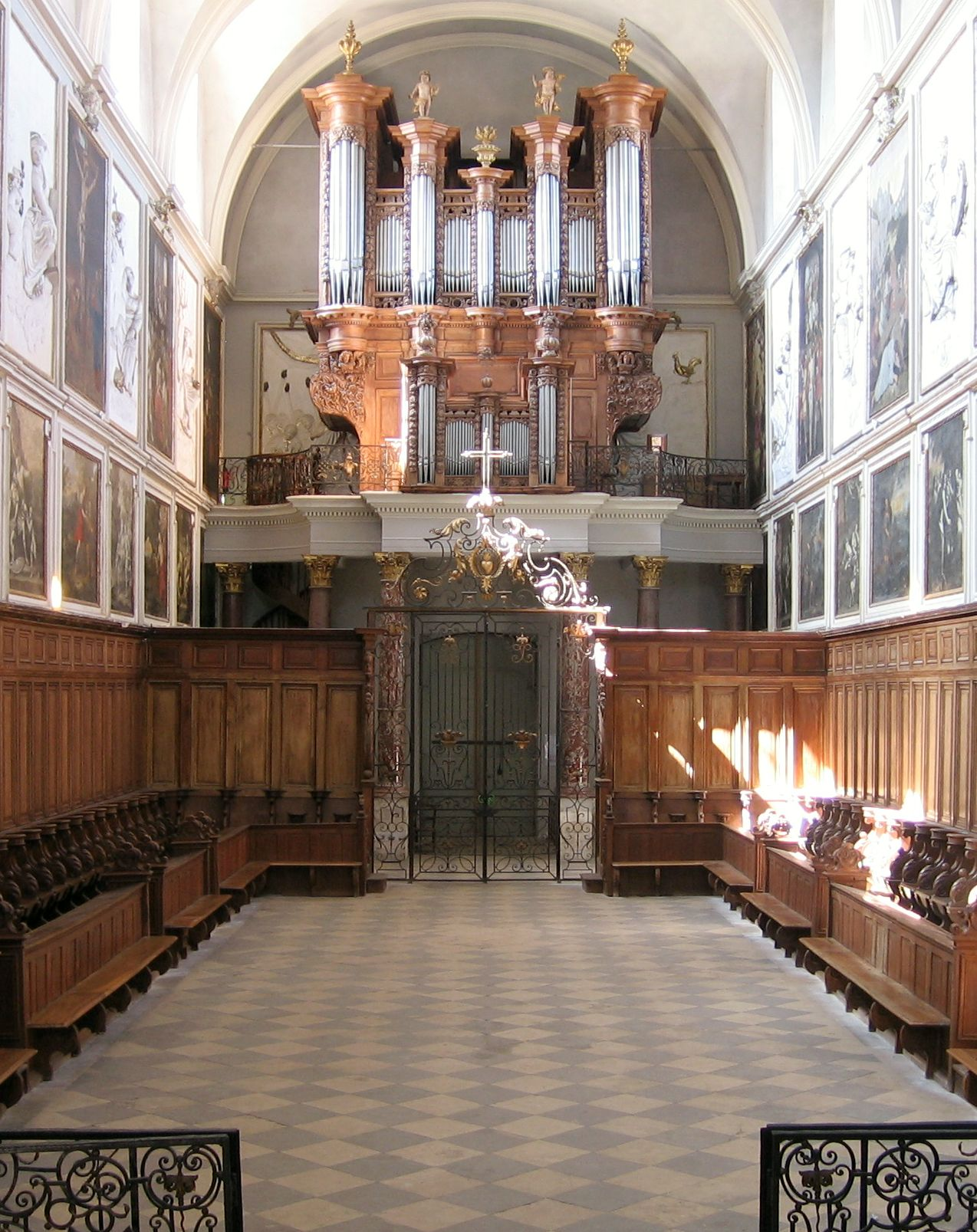
Orgel und Chorgestühl
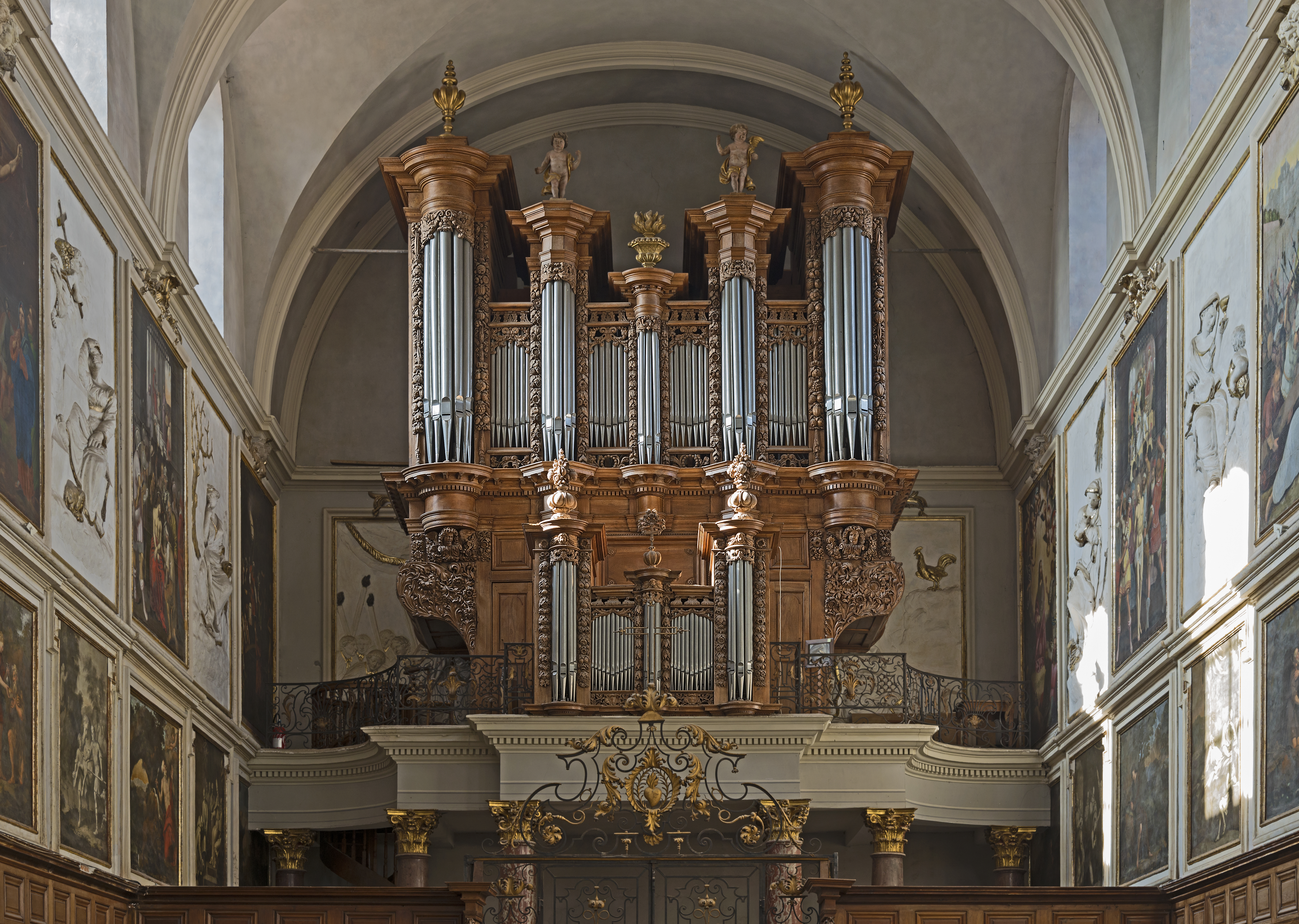
Emporenorgel
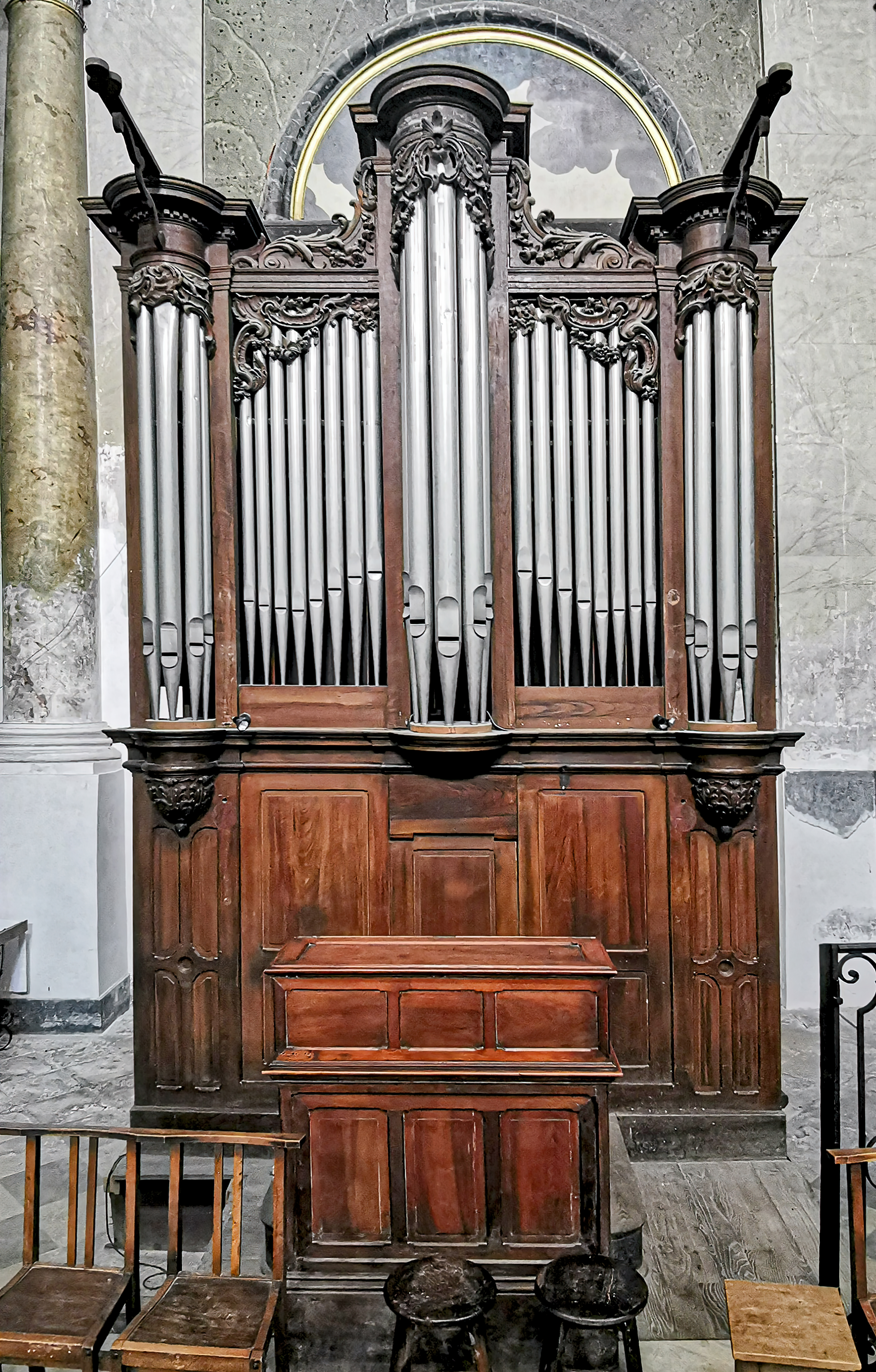
Chororgel
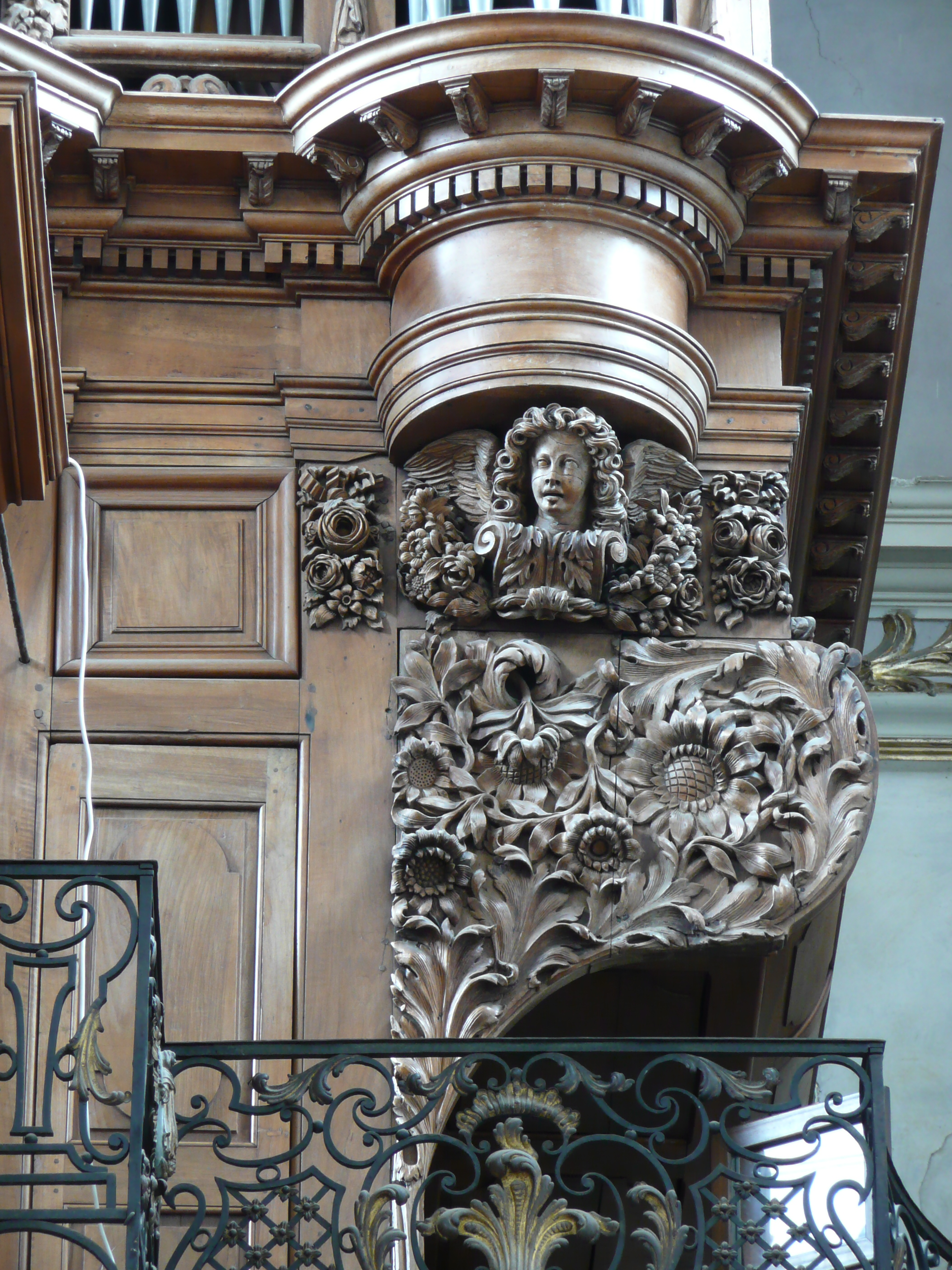
Verzierung der Emporenorgel